# 308 a.C.
Il 308 a.C. (CCCVIII a.C. in numeri romani) è un anno  del IV secolo a.C.

## Eventi
- Roma
  - Consoli Publio Decio Mure II e Quinto Fabio Massimo Rulliano III

## Nati
- Gerone II, militare e re siceliota († 215 a.C.)
- Tolomeo II, sovrano egizio († 246 a.C.)

## Morti
- Bomilcare, condottiero e politico cartaginese
- Cleopatra di Macedonia, sovrano macedone antico